# Kikuletwa
Der Kikuletwa (auch Darjema) ist ein Fluss im Norden Tansanias in der Region Manyara.

## Verlauf
Er entspringt am Mount Meru und entwässert darüber hinaus die Südwesthänge des Kilimandscharo sowie den Shambarai-Sumpf. Der Kikuletwa ist einer der Quellflüsse des Pangani und mündet in das Nyumba-ya-Mungu-Reservoir. Etwa 20 km vor seiner Mündung vereinigt er sich mit dem Weruweru, seinem größten Nebenfluss, und wird ab da auch als Ronga bezeichnet.

## Hydrometrie
Der Kikuletwa fließt regenzeitabhängig, wie die meisten Flüsse in der Region.
Die in dem Diagramm dargestellten Daten wurden an einer Messstation unterhalb des Weruweru-Zuflusses in m³/s genommen, ca. 20 km oberhalb der Mündung des Kikuletwa. Die dort beobachtete Durchflussmenge (2010–2019) wurde gespeist durch den größten Teil des Einzugsgebiets des Flusses.